# Sydrandkaktus
Sydrandkaktus (Copiapoa coquimbana) är en art inom randkaktussläktet och familjen kaktusväxter, som har sin naturliga utbredning i Chile.

## Beskrivning
Sydrandkaktus är en tuvbildande, grön till blågrön, kaktus som blir 5 till 14 centimeter i diameter. Den är uppdelad i 10 till 20 rundade åsar som är tydligt uppdelade i vårtor. På vårtorna sitter 0 till 3 centraltaggar som blir upp till 6 centimeter långa. Runt dessa sitter 4 till 9 , styva och krökta radiärtaggar som blir 1 till 5 centimeter långa. Till en början är taggarna svarta men blir grå med åldern. Blommorna blir 2,5 till 5,5 centimeter i diameter. Frukten blir cirka 1,5 centimeter i diameter. Fröna är 2 millimeter stora.

## Synonymer
Echinocactus coquimbanus Karwinsky ex Rümpler 1885
Copiapoa pendulina F.Ritter 1959
Copiapoa wagenknechtii F.Ritter ex Backeb. 1959
Copiapoa alticostata F.Ritter 1963
Copiapoa pseudocoquimbana F. Ritter 1963
Copiapoa vallenarensis F.Ritter 1980